# Porteria
Genre
Porteria est un genre d'araignées aranéomorphes de la famille des Desidae.

## Distribution
Les espèces de ce genre sont endémiques du Chili.

## Liste des espèces
Selon World Spider Catalog (version 24.5, 06/08/2023) :
- Porteria ajimayo Morrill, Crews, Esposito, Ramírez & Griswold, 2023
- Porteria albopunctata Simon, 1904
- Porteria alopobre Morrill, Crews, Esposito, Ramírez & Griswold, 2023
- Porteria ariasbohartae Morrill, Crews, Esposito, Ramírez & Griswold, 2023
- Porteria bunnyana Morrill, Crews, Esposito, Ramírez & Griswold, 2023
- Porteria contulmo Morrill, Crews, Esposito, Ramírez & Griswold, 2023
- Porteria correcaminos Morrill, Crews, Esposito, Ramírez & Griswold, 2023
- Porteria eddardstarki Morrill, Crews, Esposito, Ramírez & Griswold, 2023
- Porteria faberi Morrill, Crews, Esposito, Ramírez & Griswold, 2023
- Porteria fiura Morrill, Crews, Esposito, Ramírez & Griswold, 2023
- Porteria misbianka Morrill, Crews, Esposito, Ramírez & Griswold, 2023
- Porteria torobayo Morrill, Crews, Esposito, Ramírez & Griswold, 2023

## Systématique et taxinomie
Ce genre a été décrit par Simon en 1904 dans les Agelenidae. Il est placé dans les Desidae par Lehtinen en 1967.

## Étymologie
Ce genre est nommé en l'honneur de Carlos Emilio Porter Mossó.

## Publication originale
- Simon, 1904 : « Étude sur les arachnides du Chili recueillis en 1900, 1901 et 1902, par MM. C. Porter, Dr Delfin, Barcey Wilson et Edwards. » Annales de la Société entomologique de Belgique, vol. 48, p. 83-114 (texte intégral).